# Liergues
Liergues ist eine Commune déléguée in der französischen Gemeinde Porte des Pierres Dorées mit 2.413 Einwohnern (Stand 1. Januar 2022) im Département Rhône in der Region Auvergne-Rhône-Alpes.
Mit Wirkung vom 1. Januar 2017 wurden die ehemaligen Gemeinden Liergues und Pouilly-le-Monial zur Commune nouvelle Porte des Pierres Dorées zusammengelegt. Liergues hat seither den Status einer Commune déléguée. Die Gemeinde Liergues war Teil des Arrondissements Villefranche-sur-Saône und des Kantons Le Bois-d’Oingt (bis 2015: Kanton Anse).

## Geographie
Liergues liegt rund 26 Kilometer nordnordwestlich von Lyon und etwa vier Kilometer südwestlich von Villefranche-sur-Saône im Weinbaugebiet Beaujolais. Umgeben wird Liergues von den Nachbarorten Lacenas im Norden, Gleizé im Nordosten, Pommiers im Osten, Theizé im Süden, Pouilly-le-Monial im Südwesten sowie Jarnioux im Westen.

## Bevölkerungsentwicklung
| Jahr                      | 1962 | 1968 | 1975 | 1982 | 1990  | 1999  | 2006  | 2012  |
| Einwohner                 | 811  | 820  | 864  | 954  | 1.189 | 1.392 | 1.633 | 1.917 |
| Quelle: Cassini und INSEE |      |      |      |      |       |       |       |       |

## Sehenswürdigkeiten
- Kirche Saint-Éloi
- Schloss L’Éclair, heutiges Weingut und Hotelierschule
- Waschhaus vom Ende des 19. Jahrhunderts
- Denkmal der Allianz

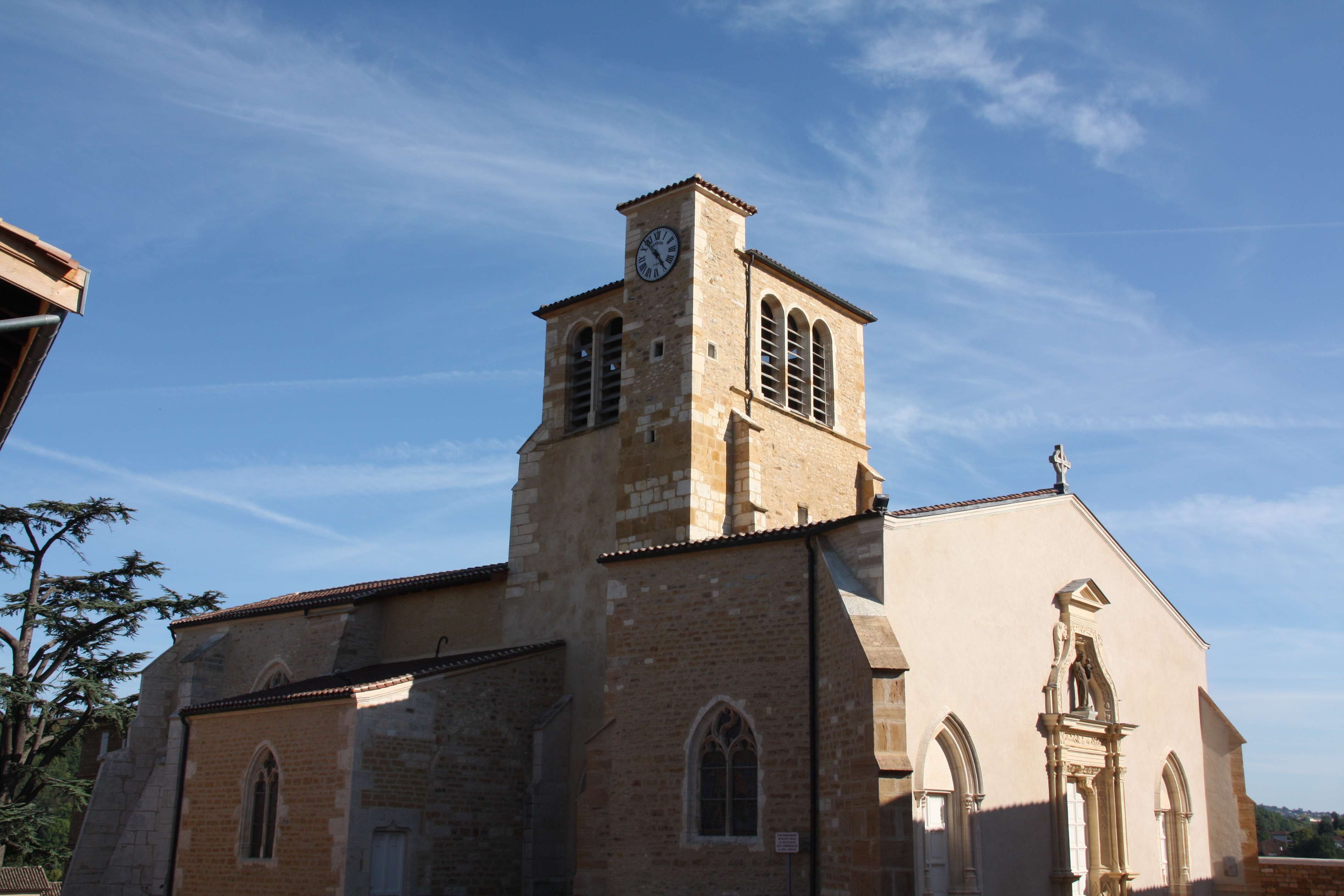
Kirche Saint-Éloi
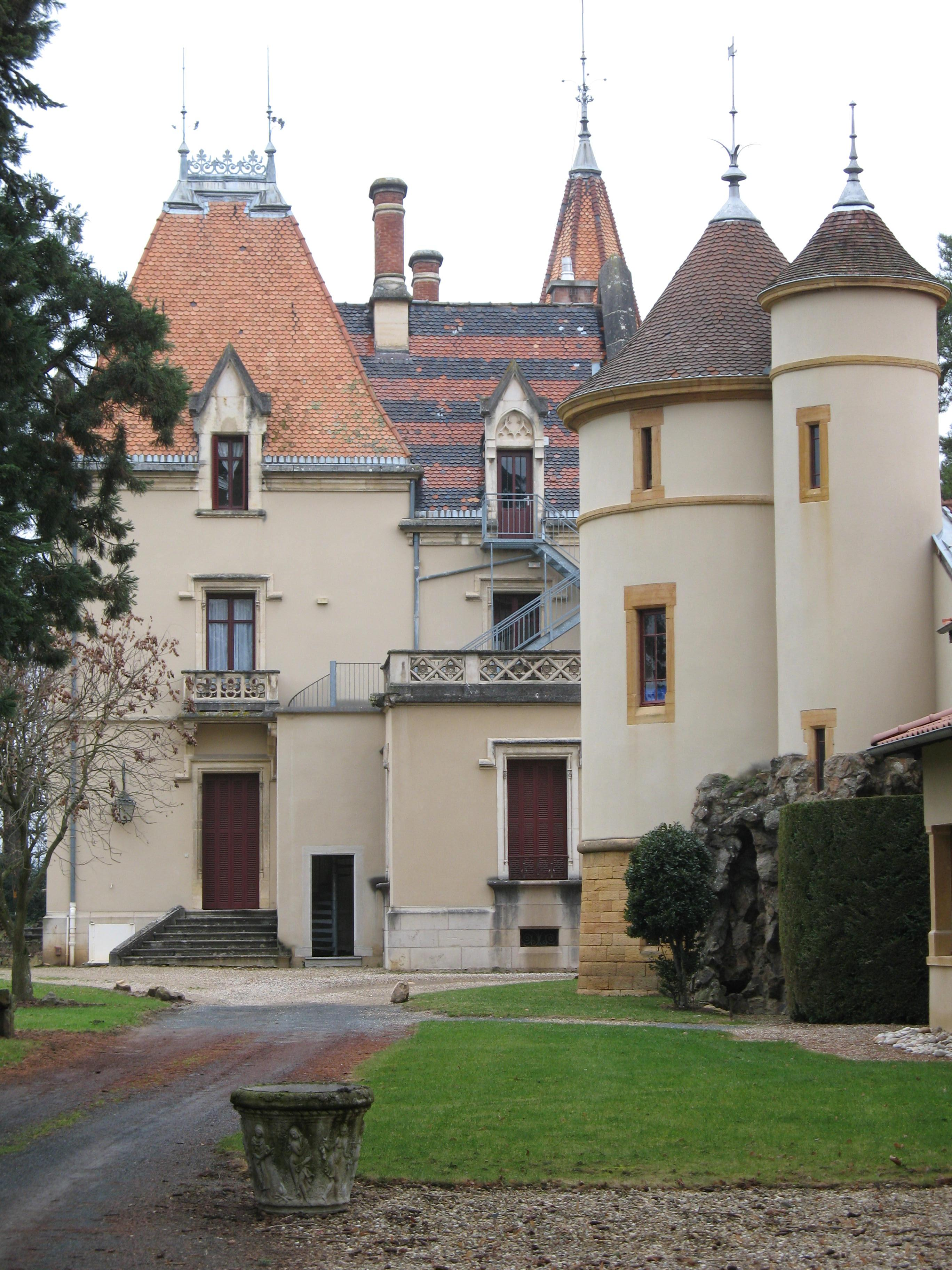
Schloss L’Éclair
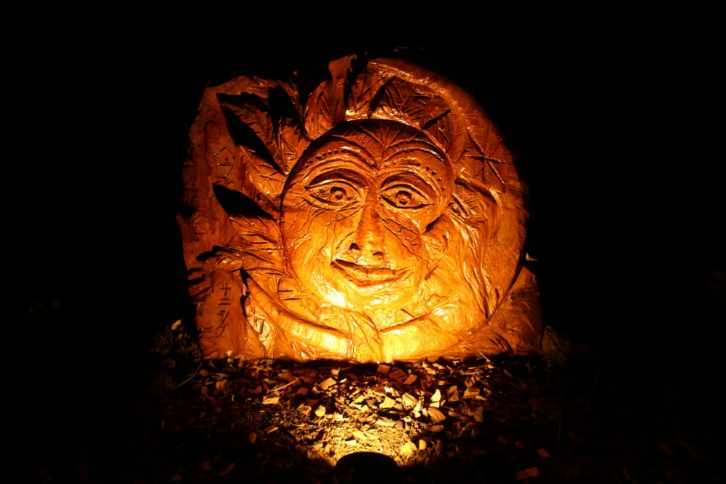
Skulptur des Denkmal der Allianz